# Gare de La Meauffe
La gare de La Meauffe était une gare ferroviaire française de la ligne de Lison à Lamballe, située sur le territoire de la commune de La Meauffe dans le département de la Manche en région Normandie. 
Elle est mise en service en 1860 par la Compagnie des chemins de fer de l'Ouest et fermée par la Société nationale des chemins de fer français (SNCF) dans la deuxième moitié du XXe siècle.

## Situation ferroviaire
Établie à 12 mètres d'altitude, la gare de La Meauffe était située au point kilométrique (PK) 7,125 de la ligne de Lison à Lamballe, entre les gares de Airel (fermée) et de Pont-Hébert (ouverte). 

## Histoire
La « station de La Meauffe » est mise en service le 1er mai 1860 par la Compagnie des chemins de fer de l'Ouest, lorsqu'elle ouvre à l'exploitation sa ligne de Lison à Saint-Lô, « embranchement de la ligne de Paris à Cherbourg ». Les installations définitives de la station sont mises en service quelques jours après.
Le bilan du trafic de l'année 1878 représente : 6 225 voyageurs, 16 chiens, 31 animaux divers, 7 tonnes de bagages et 9 542,8 tonnes de marchandises petite et grande vitesse, cela représente une recette de 44 828,08 francs.
En 1957, c'est une gare de la région Ouest de la SNCF, qui dispose d'un bâtiment voyageurs, d'une voie d'évitement et de plusieurs voies de service.
Elle est sans doute fermée dans les dernières années du XXe siècle.

## Service des voyageurs
Gare fermée et désaffectée. La gare ouverte la plus proche est celle de Saint-Lô.

## Après le ferroviaire
L'ancien bâtiment voyageurs est devenu une propriété privée. 